# Суша (река, впадает в Куйбышевское водохранилище)
Суша (тат. Суша) — река в Рыбно-Слободском районе Республики Татарстан (Россия), правый приток Камы (впадает в Камский залив Куйбышевского водохранилища). Является памятником природы регионального значения.

## Описание
Длина реки составляет 32 км; площадь водосбора — 313 км². Протекает по полого наклонённой на юг, опускающейся к Куйбышевскому водохранилищу крутым коренным склоном, равнине. Лесистость водосбора 24 %. Долина реки асимметрична; в широкой (2—3 км) устьевой части прослеживаются высокие (40—50 м) камские террасы, заходящие в долину и поднимающиеся над водохранилищем на 8—10 м. Русло извилистое, неразветвлённое, узкое (5—8 м). В устье реки, в результате подпора водохранилища, образованы большие заливы.
Суша принимает 16 притоков, 3 из которых имеют длину более 10 км. Густота речной сети в бассейне — 0,43 км/км². Река маловодна, зарегулирована, по её руслу образованы 2 пруда суммарным объёмом 1,2 млн. м³. Питание смешанное, преимущественно снеговое (до 61 %).
Гидрологический режим характеризуется высоким половодьем и очень низкой продолжительной меженью. Распределение стока внутри года неравномерное. При среднем слое годового стока 150 мм, 92 мм приходится на период весеннего половодья, продолжительность которого составляет около 30 дней. Межень устойчивая, низкая (0,5 м³/с). Модуль подземного питания 3,0—5,0 л/(с⋅км²). Для зимнего периода характерен продолжительный (около 150 дней) устойчивый ледостав.
Вода в реке гидрокарбонатно-сульфатно-кальциевая, умеренно жёсткая весной (3,0—6,0 мг-экв/л) и очень жёсткая (9,0—12,0 мг-экв/л) в межень, средней минерализации в половодье (200—300 мг/л) и повышенной (700—1000 мг/л) — в межень. Самоочищение уравновешенное.

## Использование
Река Суша имеет большое хозяйственное значение для региона. Её вода используется предприятиями сельского хозяйства, в которых имеются животноводческие фермы, летние лагеря КРС и молодняка, скотомогильники, кладбища, склады минеральных удобрений и ядохимикатов (в том числе и в водоохранной зоне).

## Охрана
Постановлением Совета Министров Республики Татарстан от 10 января 1978 г. № 25 долина реки Ошняк была объявлена памятником природы регионального значения, подлежащим особой охране